# Fyra bröllop och en begravning
Fyra bröllop och en begravning (engelska: Four Weddings and a Funeral) är en brittisk romantisk komedifilm från 1994 i regi av Mike Newell, den första av flera filmer av manusförfattaren Richard Curtis med Hugh Grant i huvudrollen. Här i rollen som Charles som tillsammans med sina vänner deltar i olika sociala sammankomster, däribland ett antal bröllop och på olika sätt finner vägen till kärlek. I övriga roller märks Andie MacDowell, Kristin Scott Thomas, James Fleet, Simon Callow, John Hannah, Charlotte Coleman, David Bower, Corin Redgrave och Rowan Atkinson.
1999 placerade British Film Institute filmen på 23:e plats på sin lista över de 100 bästa brittiska filmerna genom tiderna.

## Handling
Filmen handlar om Charles och hans vänner som alla söker kärleken. Charles är ogift men har haft många flickvänner genom åren, han delar lägenhet med sin vän Scarlett. Däremot går de ofta på andras bröllop, på Angus och Lauras bröllop ska Charles vara best man. Som vanligt blir han försenad. Han lyckas dyka upp i sista minuten och inser då att han har glömt ringarna hemma. 
Vid bröllopet träffar Charles amerikanskan Carrie. Vid nästa bröllop dyker till Charles stora förvåning och lycka Carrie upp igen, men denna gång är hon inte ensam. Några veckor senare får Charles ett inbjudningskort till Carries bröllop. 

## Rollista i urval
- Hugh Grant – Charles
- Andie MacDowell – Carrie
- James Fleet – Tom
- Simon Callow – Gareth
- John Hannah – Matthew
- Kristin Scott Thomas – Fiona
- David Bower – David
- Charlotte Coleman – Scarlett
- Timothy Walker – Angus
- Sara Crowe - Laura
- Rowan Atkinson – Fader Gerald
- David Haig - Bernard
- Sophie Thompson - Lydia
- Corin Redgrave - Sir Hamish Banks
- Anna Chancellor - Henrietta
- Rupert Vansittart - George

## Utmärkelser
Filmen var framgångsrik och fick flera priser. Bland dessa kan nämnas:
- BAFTA (bästa manliga skådespelare, bästa kvinnliga biroll, bästa film)
- British Comedy Awards (bästa komedi)
- César (bästa utländska film)
- Golden Globe (bästa skådespelarprestation komedi/musikal)
- MTV Movie Awards

## Musik i filmen i urval
- "But Not for Me" (1930), skriven av George Gershwin och Ira Gershwin, framförd av Elton John
- "Chapel of Love" (1964), skriven av Phil Spector, Jeff Barry och Ellie Greenwich, framförd av Elton John
- "Stand by Your Man" (1968), skriven av Tammy Wynette och Billy Sherrill, framförd av Nicola Walker och Paul Stacey
- "Crocodile Rock" (1972), skriven av Elton John och Bernie Taupin
- "Walking Back to Happiness" (1961), skriven av John Schroeder och Mike Hawker
- "Smoke Gets in Your Eyes" (1933), musik: Jerome Kern, text: Otto A. Harbach
- "Can't Smile Without You" (1980), skriven av Christopher Arnold, David Martin och Geoff Morrow, framförd av Nicola Walker och Paul Stacey
- "I Will Survive" (1978), skriven av Freddie Perren och Dino Fekaris
- "Love Is All Around" (1967), skriven av Reg Presley, framförd av Wet Wet Wet
- "Gonna Get Along Without You Now" (1951), skriven av Milton Kellem

### Fotnoter
1. ↑  ”British film classics: Four Weddings and a Funeral” (på engelska). BBC. 21 februari 2003. http://news.bbc.co.uk/2/hi/entertainment/2787117.stm. Läst 7 september 2016.